# I wojna o niepodległość Szkocji
I wojna o niepodległość Szkocji – miała miejsce w latach 1296–1328.

## Przebieg
W 1296 Szkocja została zaatakowana i zaanektowana przez Anglię. Wojska króla Edwarda I wygrały bitwy pod Berwick i Dunbar. Rok później William Wallace wzniecił niepodległościowe powstanie. W tym samym roku powstańcy wygrali bitwę pod Stirling. Powstanie trwało do 1305, kiedy Wallace został schwytany i stracony.
Rok później Robert Bruce zamordował Johna Comyna III, uzyskując szkocki tron. Odpowiedzią Edwarda I było zlecenie morderstwa braci Roberta Bruce’a w 1307. W tym samym roku odbyła się bitwa na wzgórzach Louden, która była pierwszym znaczącym zwycięstwem Szkotów nad Anglikami.
W 1308 miała miejsce bitwa na przełęczy Brander, w której pokonany został wspomagany przez Anglików John Comyn IV. W 1314 stoczono bitwę pod Bannockburn, w której wojska szkockie pokonały dużo od nich liczniejsze wojska angielskie. Skutkiem tego zwycięstwa było uznanie niepodległości Szkocji.

## Zakończenie
W 1320 szkoccy możnowładcy wydali deklarację z Arbroath w sprawie niepodległości Szkocji, a papież przychylił się do postulatów w niej zawartych i wezwał Edwarda II do zawarcia ze Szkocją pokoju. Sześć lat później odbyły się pierwsze obrady szkockiego parlamentu, a w 1328 Edward III i Robert I podpisali układ w Northampton, potwierdzający niepodległość Szkocji i zapewniający jej tron Robertowi I.